# El bergantín «Mercury» atacado por dos barcos turcos
El bergantín Mercury atacado por dos barcos turcos (del ruso: Бриг "Меркурий", атакованный двумя турецкими кораблями) es una obra de Iván Aivazovski pintada al óleo sobre lienzo con unas dimensiones de 212 x 339 cm. Según firma está datado en 1892 y actualmente se conserva en la Galería Nacional de Arte Aivazovski en Feodosia, República de Crimea. Aivazovsky Pintó aproximadamente 6.000 obras de las que más de la mitad fueron marinas.

## Descripción
La obra representa, tal como describe el título, a tres barcos, dos turcos y el bergantín ruso Mercury,  en combate cerrado sobre una mar encrespada. Aivazovsky pintó gran cantidad de marinas que incluían barcos o botes de diferentes características y muy a menudo estos barcos los representaba dañados o naufragados, sin embargo son muy escasas las representaciones en las que plasmara un combate naval abierto, de ahí lo excepcional de esta obra. 

## Antecedentes Históricos
La batalla representada fue parte de la Guerra ruso-turca de 1828-1829, guerra provocada a raíz de la lucha de los griegos por independizarse del Imperio Otomano. El sultán turco comenzó las hostilidades contra el zar  debido a la participación del Imperio ruso en la Batalla de Navarino lo que provocó el cierre del Estrecho de Dardanelos para los barcos rusos además de la anulación de la Convención de Akkerman firmada en 1826.

### El bergantínMercury
El bergantín ruso Mercury fue un barco de 20 cañones construido en Sebastopol, botado el 7 de mayo de 1820 y diseñado para labores de patrulla en las costas del Cáucaso septentrional. Estaba construido con roble de Crimea, era de poco calado y equipado con remos. Su diseño era poco común comparado con otros bergantines de la misma época pues el poco calado reducía y limitaba considerablemente su velocidad y los remos también eran vistos como una desventaja. Fue desguazado el 9 de noviembre de 1857.
El Mercury participó durante su existencia en varios combates navales de importancia. Uno de los más notorios, el representado en el cuadro, ocurrió cuando el Mercury junto a otros dos bergantines se enfrentó a una escuadra de 14 navíos turcos que retornaban a las costas de Anatolia. En un primer momento la victoria turca parecía inapelable pero las tornas de la batalla cambiaron y el Mercury fue capaz de escapar tras un poderoso asalto final de los tres bergantines poniendo fin al conflicto.
Tras el enfrentamiento, uno de los marineros de un barco turco, realizó un elogioso comentario sobre la navegabilidad del Mercury y la pericia y valentía de su capitán:

Si entre los grandes acontecimientos de la antigüedad o de nuestro tiempo figuran las muestras de valentía, aseguro que este acto ensombrece a todos los demás y el nombre de un héroe debería ser escrito en el santuario de la gloria con letras doradas: el capitán fue Kazarsky y el nombre de su bergantín el Mercury.